# Fabio Conversi
Pour les articles homonymes, voir Conversi.
Fabio Conversi, né le 11 septembre 1956 à Rome (Latium), est un directeur de la photographie, producteur et réalisateur italien.

## Biographie
Conversi a débuté en 1975 comme premier assistant opérateur et est devenu opérateur en 1982 ; depuis 1990, il participe à de nombreux projets en tant que chef opérateur, principalement en France. En 1998, il met en scène son premier film en tant que réalisateur, Le Clone avec Élie et Dieudonné, suivi de deux autres qui ne sont guère restés dans les salles et dans les mémoires. Au début du XXIe siècle, il se consacre également de plus en plus à la production de films de cinéma. En 2009, il a remporté le Ruban d'argent du meilleur producteur pour Il divo, qu'il a coproduit.
Il a été le compagnon de Fanny Ardant, dont il est aujourd'hui séparé, avec qui il a eu une fille, Baladine, née en avril 1989

## Filmographie partielle

### Réalisateur
- 1998 : Le Clone
- 2001 : Entre deux mondes (Tra due mondi)
- 2001 : Malefemmene

### Chef opérateur
- 1990 : La Baule-les-Pins de Diane Kurys
- 1991 : La Femme du déserteur (en) de Michal Bat-Adam
- 1991 : La Tribu de Yves Boisset
- 1992 : Border Line de Danièle Dubroux
- 1993 : Amok de Joël Farges
- 1994 : Un Indien dans la ville de Hervé Palud
- 1994 : À la folie de Diane Kurys
- 1996 : Pédale douce de Gabriel Aghion
- 1997 : Les Sœurs Soleil de Jeannot Szwarc

### Producteur
- 2002 : Callas Forever de Franco Zeffirelli
- 2005 : La Bête dans le cœur (La bestia nel cuore) de Cristina Comencini
- 2005 : Une fois que tu es né (Quando sei nato non puoi più nasconderti) de Marco Tullio Giordana
- 2005 : Romanzo criminale de Michele Placido
- 2006 : Mare nero de Roberta Torre
- 2006 : L'Ami de la famille (L'amico di famiglia) de Paolo Sorrentino
- 2006 : L'Étoile imaginaire (La stella che non c'è) de Gianni Amelio
- 2006 : Napoléon (et moi) (N (Io e Napoleone)) de Paolo Virzì
- 2006 : Mon frère est fils unique (Mio fratello è figlio unico) de Daniele Luchetti
- 2008 : Je l'aimais de Zabou Breitman
- 2008 : Il divo de Paolo Sorrentino
- 2008 : Hello Goodbye de Graham Guit
- 2010 : Une vie tranquille (Una vita tranquilla) de Claudio Cupellini
- 2010 : Nous trois de Renaud Bertrand
- 2010 : La nostra vita de Daniele Luchetti
- 2011 : RIF de Franck Mancuso
- 2011 : Terraferma d'Emanuele Crialese
- 2012 : Piazza Fontana (Romanzo di una strage) de Marco Tullio Giordana
- 2012 : Les Équilibristes (Gli equilibristi) d'Ivano De Matteo
- 2012 : Le Guetteur de Michele Placido
- 2012 : La Belle Endormie (Bella addormentata) de Marco Bellocchio
- 2013 : La grande bellezza de Paolo Sorrentino
- 2014 : Le Garçon invisible (Il ragazzo invisibile) de Gabriele Salvatores
- 2014 : Les Âmes noires (Anime nere) de Francesco Munzi
- 2014 : Piégé de Yannick Saillet
- 2015 : Youth (La giovinezza) de Paolo Sorrentino
- 2015 : L'Attente (L'attesa) de Piero Messina
- 2015 : Sangue del mio sangue de Marco Bellocchio
- 2015 : L'amour ne pardonne pas (L'amore non perdona) de Stefano Consiglio (it)
- 2015 : Contes italiens (Maraviglioso Boccaccio) des Frères Taviani
- 2016 : L'Affranchie (La ragazza del mondo) de Marco Danieli
- 2016 : Les Confessions (Le confessioni) de Roberto Andò
- 2021 : Promises d'Amanda Sthers
- 2022 : Tu choisiras la vie (Alla vita) de Stéphane Freiss